# Clarival do Prado Valladares
Clarival do Prado Valladares (Salvador, 26 de setembro de 1918 – Rio de Janeiro, 1983), foi um médico, escritor, professor, poeta, pesquisador e crítico de arte brasileiro.

## Biografia
Filho de um dos mais conceituados médicos da Bahia, o professor Antônio do Prado Valladares, e de Clarice Santos Silva Valladares, foi educado em Salvador e ainda jovem foi estudar no Recife, onde fez o curso médio e parte do curso superior de Medicina. Ali teve contato com o poeta Joaquim Cardozo e com o grupo formado ao redor do sociólogo Gilberto Freyre.
Retornando à Bahia, concluiu seu curso na Faculdade de Medicina de Salvador e, de 1953 a 1956, especializou-se em Patologia Clínica na Universidade de Harvard, em Boston, EUA.
De volta ao Brasil (1956), tornou-se docente, por concurso, de Anatomia Patológica na UFBA.
Porém, a partir de 1957, sem abandonar a Medicina, resolveu investir em sua vocação para estudos de natureza social e, a partir daí, para análise das manifestações artísticas que se tornaram sua objetivação plástica, sistematizando sua vocação para estudos de natureza social e para a análise das manifestações artísticas.
Por sua ligação com as artes, em 1962, foi chamado pela congregação para lecionar História da Arte na Escola de Belas Artes e na Escola de Teatro da Universidade da Bahia.
No ano seguinte, voltou ao Rio de Janeiro, onde já tinha morado logo após sua formatura em Medicina e aí intensificou sua atividade de historiador e crítico. Nessa época iniciou a publicação dos principais livros sobre assuntos de sua preferência e especialidade, tornando-se um escritor famoso e respeitado.
Embora residente na cidade do Rio de Janeiro, visitou com frequencia sua terra natal, pois lá estavam as fontes principais de suas pesquisas. Representou o Brasil em certames internacionais, fez parte da Comissão Nacional de Belas Artes e do Conselho Federal de Cultura. Foi convidado a participar de vários júris tanto no Brasil quanto no exterior.

## Apreciação
Valladares dedicou a vida à reconstrução da história e das artes no Nordeste e na Bahia. Um dos nomes de maior respeitabilidade na historiografia e crítica de arte no Brasil, foi crítico do Jornal do Brasil e editor dos Cadernos Brasileiros, publicou, entre outras obras:
- Riscadores de milagres (1967)
- Presciliano Silva: um estudo biográfico e crítico (1974);
- Alberto Valença: um estudo biográfico e crítico (1980);
- Arte e Sociedade nos Cemitérios Brasileiros, em 2 volumes (1972).
- Aspectos da Arte Religiosa no Brasil (1981).
- Rio Barroco (1978);
- Rio Neoclássico (1978)
- Nordeste Histórico e Monumental, em 4 volumes (1982-1983).
- The Impact of African Culture on Brazil, além de outros, especialmente biográficos e de poesia.

## Prêmio
A empresa Odebrecht (atual Novonor) criou em 2003 um prêmio com seu nome a ser conferido anualmente a um projeto de pesquisa inédito (pesquisa histórica e de produção bibliográfica). Segundo a empresa, «o prêmio é um incentivo à historiografia do Brasil e visa enriquecer o acervo documental do País sobre fatos, processos e pessoas cuja memória deva ser preservada e difundida.»